# 대한민국 민사소송법 제263조
대한민국 민사소송법 제263조는 청구의 변경의 불허가에 대한 민사소송법조문이다.

## 조문
제263조(청구의 변경의 불허가) 법원이 청구의 취지 또는 원인의 변경이 옳지 아니하다고 인정한 때에는 직권으로 또는 상대방의 신청에 따라 변경을 허가하지 아니하는 결정을 하여야 한다.

## 같이 보기
- 대한민국 민사소송법 제262조